# Nusantara

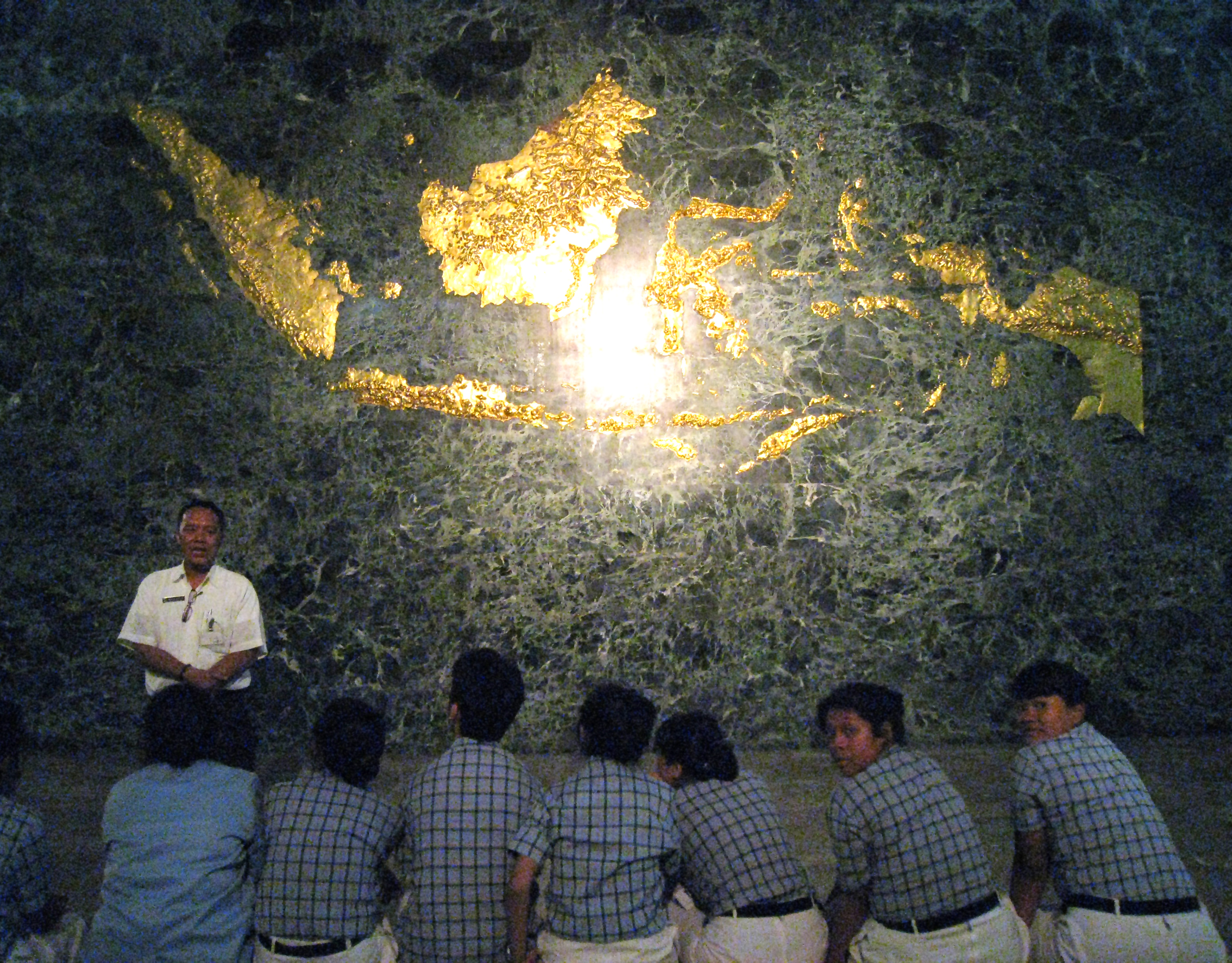
Un mapa dorado de Indonesia en el Salón de la Independencia, Monumento Nacional de Indonesia, Yakarta. También se incluyen Brunéi, Timor Oriental y los estados malayos de Sabah y Sarawak.

Nusantara es el nombre indonesio del sudeste asiático marítimo o partes de él. Es un antiguo término javanés que literalmente significa "islas exteriores". En Indonesia, generalmente se considera que significa «archipiélago indonesio».
La palabra Nusantara proviene de un juramento de Gajah Mada en 1336, como está escrito en las crónicas antiguas javanesas Pararaton y Nagarakretagama. Gajah Mada fue un poderoso líder militar y primer ministro de Majapahit al que se le atribuye haber llevado al imperio a su apogeo. Gajah Mada pronunció un juramento llamado Sumpah Palapa, en el que juró no comer ningún alimento que contenga especias hasta haber conquistado todo Nusantara para Majapahit.
El concepto de Nusantara como región unificada no fue inventado por Gajah Mada en 1336. A principios de 1275, el término Cakravala Mandala Dvipantara se usa para describir el archipiélago del sudeste asiático por Kertanegara de Singhasari. Dvipantara es una palabra sánscrita para las "islas intermedias", por lo que es un sinónimo de Nusantara, ya que tanto dvipa como nusa significan "isla". Kertanegara imaginó la unión de los reinos y las políticas marítimas del sudeste asiático bajo Singhasari como un baluarte contra el surgimiento de la dinastía Yuan en China.
En un sentido más amplio, Nusantara en el uso del lenguaje moderno incluye tierras culturales y lingüísticas relacionadas con el malayo, es decir, Indonesia, Malasia, Singapur, el sur de Tailandia, Filipinas, Brunéi, Timor Oriental y Taiwán, mientras que excluye a Papúa Nueva Guinea.
En 1920, el activista Ernest Douwes Dekker, también conocido como Setiabudi, propuso Nusantara como nombre para el país independiente de Indonesia que no contenía ninguna palabra relacionada etimológicamente con el nombre de India o las Indias Orientales.